# دولنی ستاکوری
دولنی ستاکوری (به چکی: Dolní Stakory) یک منطقهٔ مسکونی در جمهوری چک است که در ناحیه ملادا بولسلاو واقع شده‌است. دولنی ستاکوری ۳٫۸۶ کیلومتر مربع مساحت و ۲۵۶ نفر جمعیت دارد و ۲۳۴ متر بالاتر از سطح دریا واقع شده‌است.